# 謝旻 (正德進士)
謝旻（1480年—？），字仁夫，直隸順德府任縣人，民籍，明朝政治人物。

## 生平
正德八年（1513年）癸酉科順天府鄉試第四十二名舉人。正德十二年（1517年）中式丁丑科會試第一百五十一名，登第三甲第四十五名進士。工部观政，授长安县知县，升户部主事，历员外郎、郎中，出为山东按察司佥事，改云南，轉陕西行太僕寺少卿、陕西副使。

## 家族
曾祖謝全；祖父謝謙，曾任典寶□；父謝汝輔，曾任驛丞。母李氏。重庆下。弟謝昊（监生）、謝昂（義官）。